# Delias kazueae
Delias kazueae är en fjärilsart som beskrevs av Kitahara 1986. Delias kazueae ingår i släktet Delias och familjen vitfjärilar. Inga underarter finns listade i Catalogue of Life.